# ای‌ام‌سی آسیا
ای‌ام‌سی آسیا (انگلیسی: AMC) شرکت رسانه‌ای سنگاپوری است، که در سال ۲۰۱۵ تأسیس شد.